# World's End Harem
Autre
World's End Harem (終末のハーレム, Shūmatsu no Hāremu) est un shonen manga scénarisé par LINK et dessiné par Kotaro Shōno, prépublié dans le magazine en ligne Shōnen Jump+ depuis le 8 mai 2016 et publié par l'éditeur Shūeisha en volumes reliés depuis septembre 2016. La version française est éditée par Delcourt dans la collection Delcourt/Tonkam depuis avril 2018.
Une adaptation en série télévisée d'animation produite par Studio Gokumi et AXsiZ (en) est diffusée entre octobre 2021 et mars 2022.
Une série parallèle, World's End Harem: Fantasy, scénarisée par LINK et illustrée par SAVAN, débute sa prépublication dans l'Ultra Jump en avril 2018.
Une série dérivée intitulée World's End Harem: Britannia Lumiére, scénarisée par LINK et dessinée par Kira Etō, débute dans le Shōnen Jump+ et l'application Manga Mee en juin 2020.

## Synopsis
2040. Dans un futur semblable à une dystopie, un virus appelé « Man-Killer Virus » a tué 99,9 % de la population masculine, laissant seulement cinq hommes sur Terre. Reito Mizuhara, qui était victime d'une maladie grave et gardé en sommeil cryogénique, se réveille cinq ans plus tard.
Ce qui semble être une vie chanceuse pour la majorité des garçons ne sonnera pas comme ça pour Reito, qui a pour unique but de retrouver Erisa Tachibana, la fille dont il est amoureux et qui a disparu depuis maintenant trois ans… mais est-ce que Reito pourra vraiment résister à la tentation ?

## Personnages
Reito Mizuhara (水原怜人, Mizuhara Reito)
Voix japonaise : Taichi Ichikawa
Mira Suō (周防美来, Suō Mira)
Voix japonaise : Haruka Shiraishi (en)
Akane Ryūzōji (龍造寺朱音, Ryūzōji Akane)
Voix japonaise : Yō Taichi (en)
Sui Yamada (山田翠, Yamada Sui)
Voix japonaise : Aya Yamane
Rea Katagiri (片桐麗亜, Katagiri Reia)
Voix japonaise : Keiko Watanabe
Maria Kuroda (黒田マリア, Kuroda Maria)
Voix japonaise : Yurie Kozakai
Mahiru Mizuhara (水原まひる, Mizuhara Mahiru)
Voix japonaise : Yukina Shūto
Kyōji Hino (火野恭司, Hino Kyōji)
Voix japonaise : Takuya Eguchi
Neneko Isurugi (石動寧々子, Isurugi Neneko)
Voix japonaise : Shizuka Ishigami (en)
Rena Kitayama (北山玲奈, Kitayama Rena)
Voix japonaise : Satomi Amano

## Manga

### World's End Harem
World's End Harem est scénarisé par LINK et dessiné par Kotaro Shōno. Il commence sa prépublication dans le magazine en ligne Shōnen Jump+ le 8 mai 2016. En mai 2020, il est annoncé que la première partie de la série entre dans son climax. La première partie du manga se termine avec le 85e chapitre paru le 21 juin 2020. Le second arc, intitulé World's End Harem - After World (終末のハーレム『After World』, Shūmatsu no Hāremu After World), débute le 9 mai 2021. La série s'est terminée le 7 mai 2023.
La série est publiée en tankōbon par Shūeisha avec un premier volume sorti le 2 septembre 2016 et dix-huit volumes sortis au 2 juin 2023.
La version française est publiée par Delcourt dans la collection Delcourt/Tonkam avec un premier volume sorti le 4 avril 2018. Seven Seas Entertainment annonce l'acquisition des droits de la série en octobre 2017 avec un premier volume sorti le 17 avril 2018.
Une série dérivée intitulée World's End Harem: Britannia Lumiére, scénarisée par LINK et dessinée par Kira Etō, débute dans le Shōnen Jump+ et l'application Manga Mee le 26 juin 2020. En décembre 2020, la série entre en pause après le 17e chapitre en raison des soucis de santé d'Etō.

#### Liste des volumes

##### World's End Harem
| no | Japonais         | Japonais          | Français         | Français          |
| no | Date de sortie   | ISBN              | Date de sortie   | ISBN              |
| --- | ---------------- | ----------------- | ---------------- | ----------------- |
| 1 | 2 septembre 2016 | 978-4-08-880819-2 | 4 avril 2018     | 978-2-756-09895-1 |
| Liste des chapitres : - Chapitre 1 : Cryogénisation (コールドスリープ, Kōrudo Surīpu) - Chapitre 2 : Un monde aux mains des femmes (女たちの世界, On'na-tachi no Sekai) - Chapitre 3 : 5 milliards (50億, 50 Oku) - Chapitre 4 : Le numéro un (第1の男, Dai-Ichi no Otoko) - Chapitre 5 : Une piste (手がかり, Tegakari) - Chapitre 6 : Décision (決意, Ketsui) |                  |                   |                  |                   |
| 2 | 31 décembre 2016 | 978-4-08-880842-0 | 4 juillet 2018   | 978-2-756-09922-4 |
| Liste des chapitres : - Chapitre 7 : Les deux femmes (二人の女性, Futari no Josei) - Chapitre 8 : Objet perdu (失われしもの, Ushinawa Reshi Mono) - Chapitre 9 : Disparité (格差, Kakusa) - Chapitre 10 : Marché (取引, Torihiki) - Chapitre 11 : Annonce mondiale (世界宣言, Sekai Sengen) - Chapitre 12 : Panorama banal (ありふれ た 光景, Arifureta Kōkei) - Chapitre 13 : Le numéro trois (第3の男, Dai-San no Otoko) - Chapitre 14 : Nouvelle vie (新生活, Shin Seikatsu) - Chapitre bonus 1 |                  |                   |                  |                   |
| 3 | 2 juin 2017      | 978-4-08-881087-4 | 17 octobre 2018  | 978-2-756-09923-1 |
| Liste des chapitres : - Chapitre 15 : Première fois (初体験, Shotaiken) - Chapitre 16 : La vie à l'école (学校生活, Gakkō Seikatsu) - Chapitre 17 : Le cours de natation (水泳の時間, Suiei no Jikan) - Chapitre 18 : Natsu Ichijō (一条奈都, Ichijō Natsu) - Chapitre 19 : Le secret qui entoure l'école (学園の秘密, Gakuen no Himitsu) - Chapitre 20 : Changement (変化, Henka) - Chapitre 21 : Les deux nouvelles responsables (二人の担当官, Futari no Tankō-kan) |                  |                   |                  |                   |
| 4 | 4 octobre 2017   | 978-4-08-881243-4 | 2 janvier 2019   | 978-2-413-01525-3 |
| Liste des chapitres : - Chapitre 22 : Bain thermal (温泉, Onsen) - Chapitre 23 : Examen médical (健康診断, Kenkōshinda) - Chapitre 24 : Une curieuse étudiante étrangère (奇妙な留学生, Kimyōna Ryūgakusei) - Chapitre 25 : Suspicion (疑念, Ginen) - Chapitre 26 : Complication (交錯, Kōsaku) - Chapitre 27 : Shunka Hiiragi (柊春歌, Hiiragi Shunka) - Chapitre 28 : Akira Tōdō (東堂晶, Tōdō Akira) |                  |                   |                  |                   |
| 5 | 2 février 2018   | 978-4-08-881438-4 | 3 juillet 2019   | 978-2-413-02042-4 |
| Liste des chapitres : - Chapitre 29 : Le secret de l'infirmerie (保健室の秘事, Hoken-shitsu no Hiji) - Chapitre 30 : La nouvelle élève (転校生, Tenkōsei) - Chapitre 31 : Regard (視線, Shinsen) - Chapitre 32 : Motivations similaires (絡み合う思惑, Karamiau Omowaku) - Chapitre 33 : Quartiers des réfugiées (難民地区, Nanmin Chiku) - Chapitre 34 : Déduction (推論, Suiron) - Chapitre bonus : La journée idéale selon Kyōji Hino (火野恭司の華麗なる一日, Hino Kyōji no Kareinaru Tsuitachi) |                  |                   |                  |                   |
| 6 | 4 juillet 2018   | 978-4-08-881523-7 | 16 octobre 2019  | 978-2-413-01747-9 |
| Liste des chapitres : - Chapitre 35 : Le mystérieux établissement (謎の施設, Nazo no Shisetsu) - Chapitre 36 : Intrigue (陰謀, Inbō) - Chapitre 37 : Rikka Yanagi (柳 律香, Yanagi Rikka) - Chapitre 38 : Vengeance (復讐, Fukushū) - Chapitre 39 : Le play-boy et son harem (2045年の金瓶梅, Nisenyonjūgo-nen no Kinpeibai) - Chapitre 40 : Jeux de piscine (プール遊び, Pūru Asobi) - Chapitre 41 : Représailles (意趣返し, Ishu-gaeshi) |                  |                   |                  |                   |
| 7 | 2 novembre 2018  | 978-4-08-881634-0 | 5 février 2020   | 978-2-413-01961-9 |
| Liste des chapitres : - Chapitre 42 : La forêt de chair (肉の森林, Niku no Shinrin) - Chapitre 43 : Le monde extérieur (外の世界, Soto no Sekai) - Chapitre 44 : Le numéro 4 (第４の男, Dai-Yon no Otoko) - Chapitre 45 : La complexité des relations humaines (それぞれの人間模様, Sorezore no Ningen Moyō) - Chapitre 46 : Rituel (秘儀, Higi) - Chapitre 47 : Le stratagème du QG mondial 1ère partie (世界本部の企み 前篇, Sekai Honbu no Takurami Zenhen) - Chapitre 48 : Le stratagème du QG mondial 2ème partie (世界本部の企み 後編, Sekai Honbu no Takurami Kōhen) |                  |                   |                  |                   |
| 8 | 4 mars 2019      | 978-4-08-881762-0 | 24 juin 2020     | 978-2-413-02817-8 |
| Liste des chapitres : - Chapitre 49 : Les deux numéros (二人のナンバーズ, Futari no Nanbāzu) - Chapitre 50 : Larmes (涙, Namida) - Chapitre 51 : Evasion (脱出, Dasshutsu) - Chapitre 52 : La résolution d'un homme (男の覚悟, Otoko no Kakugo) - Chapitre 53 : Souvenirs d'été (夏の思出, Natsu no Omoide) - Chapitre 54 : Retrouvailles (再会, Saikai) - Chapitre 55 : Le village d'Izanami (イザナミの村, Izanami no Mura) |                  |                   |                  |                   |
| 9 | 2 août 2019      | 978-4-08-882044-6 | 9 septembre 2020 | 978-2-413-02850-5 |
| Liste des chapitres : - Chapitre 56 : La veille (前夜, Zen'ya) - Chapitre 57 : Rituel de purification (聖心祓穢, Senshin Harai Kita na) - Chapitre 58 : Naissance d'un pays (国産, Kuniumi) - Chapitre 59 : Promesse (約束, Yakusoku) - Chapitre 60 : Kidnapping (卑略, Hiryaku) - Chapitre 61 : Friction (摩擦, Masatsu) - Chapitre 62 : Provocation (挑発, Chōhatsu) |                  |                   |                  |                   |
| 10 | 4 janvier 2020   | 978-4-08-882188-7 | 2 décembre 2020  | 978-2-413-03763-7 |
| Liste des chapitres : - Chapitre 63 : Prédiction de l'avenir (占未来, Uranawa Reru Mirai) - Chapitre 64 : Sa résolution mise à l'épreuve (試覚悟, Tamesa Reru Kakugo) - Chapitre 65 : La grande-duchesse de Rosuania (ロスアニア大 公 女, Rosuania Dai-Kōjiyo) - Chapitre 66 : Le scientifique de génie (天才科学者, Tensai Kagakusha) - Chapitre 67 : Une méthode simple et claire (たったひとつの冴さえるやり方かた, Tatta Hitotsu no Saeru yarikata) - Chapitre 68 : Cinq femmes au choix (5人の女性, Go-nin no Josei) - Chapitre 69 : Maria Kuroda (黒田くろだマリア, Kuroda Maria) - Chapitre bonus : Fêtons sa place de numéro 1 ! Le mating d'Akira Tôdô en cadeau ! () |                  |                   |                  |                   |
| 11 | 13 mai 2020      | 978-4-08-882304-1 | 17 mars 2021     | 978-2-413-04053-8 |
| Liste des chapitres : - Chapitre 70 : Akane Rrûzôji (龍造寺朱音, Ryūzōji Akane) - Chapitre 71 : Anastasia (アナスタシア, Anasutashia) - Chapitre 72 : Lu Bing Bing (ルー・ビンビン, Rū Binbin) - Chapitre 73 : Cinq ans auparavant (5年前, Go-nen Mae) - Chapitre 74 : Le passé d'Elisa (絵理沙の過去, Erisa no Kako) - Chapitre 75 : Sauvegarde (バックアップ, Bakkuappu) - Chapitre 76 : Mon premier souvenir (最初の記憶, Saisho no Kioku) - Chapitre 77 : Développement du vaccin (ワクチン開発, Wakuchin Kaihatsu) - Special : A l'infirmerie... (保健室ほけんしつにて…, Hoken-shitsu-nite…)                                                                              |                  |                   |                  |                   |
| 12 | 4 août 2020      | 978-4-08-882457-4 | 14 juillet 2021  | 978-2-413-04183-2 |
| Liste des chapitres : - Chapitre 78 : Aux portes de la mort (死の淵, Shi no Fuchi) - Chapitre 79 : L'espoir de l'humanité (人類の希望, Jinrui no Kibō) - Chapitre 80 : Kyôji et Neneko (恭司と寧々子, Kyōji to Neneko) - Chapitre 81 : Le jour de la destinée (運命の日, Unmei no Hi) - Chapitre 82 : La proposition d'Elisa (絵理沙の提案, Erisa no Teian) - Chapitre 83 : Toutes les deux (二人, Futari) - Chapitre 84 : Assaut (襲撃, Shūgeki) - Chapitre 85 : Une nouvelle ère (新時代, Aratanaru Jidai) |                  |                   |                  |                   |

##### World's End Harem: After World
| no | Japonais         | Japonais          | Français         | Français          |
| no | Date de sortie   | ISBN              | Date de sortie   | ISBN              |
| --- | ---------------- | ----------------- | ---------------- | ----------------- |
| 13 | 4 octobre 2021   | 978-4-08-882817-6 | 29 mars 2023     | 978-2-413-04184-9 |
| Liste des chapitres : - Chapitre 1 : 10000 fois plus de femmes (一万倍の女おんなたち, Ichiman-bai no On'na-tachi) - Chapitre 2 : Colocataires (ハウスメイト, Hausumeito) - Chapitre 3 : Cohabitation (共同生活, Kyōdō Seikatsu) - Chapitre 4 : La mission de Reito (怜人の使命, Reito no Shimei) - Chapitre 5 : Les raisons de sa désignation (選えらばれた理由りゆう, Eraba Reta Riyū) - Chapitre 6 : Le sauveur ou le fléau du monde (世界を救うもの あるいは厄災, Sekai o Sukū mono Aruiwa Yaku Wazawai)                                          |                  |                   |                  |                   |
| 14 | 4 janvier 2022   | 978-4-08-882853-4 | 28 juin 2023     | 978-2-413-07817-3 |
| Liste des chapitres : - Chapitre 7 : Premier rencard (初はつデート, Hatsu Dēto) - Chapitre 8 : Le signal secret (秘密の合図, Himitsu no Aizu) - Chapitre 9 : La mission de Reito (怜人の使命, Reito no Shimei) - Chapitre 10 : Station balnéaire (ビーチリゾート, Bīchi Rizōto) - Chapitre 11 : Beach-volley sous les tropiques (南国ビーチバレー, Nangoku Bīchi Barē) - Chapitre 12 : Cierge magique (線香花火, Senkō Hanabi) - Chapitre 13 : Son cœur (あの人の心臓, Ano Hito no Shinzō) - Chapitre 14 : Les cibles (狙われる者, Nerawa Reru Mono) |                  |                   |                  |                   |
| 15 | 2 mai 2022       | 978-4-08-883105-3 | 6 décembre 2023  | 978-2-413-07823-4 |
| Liste des chapitres : - Chapitre 15 : Ta véritable fonction (本当の役割, Hontō no Yakuwari) - Chapitre 16 : Reproduction (生殖, Seishoku) - Chapitre 17 : Un temps limité (限りある時間, Kagiri aru Jikan) - Chapitre 18 : Réception (交流会, Kōryūkai) - Chapitre 19 : Le chien de compagnie de Yuria (百合愛の愛犬, Yuria no Aiken) - Chapitre 20 : Le véritable objectif (真の狙い, Shin no Nerai) - Chapitre 21 : Les deux ensemble (二人で共に, Futari de Tomoni) - Chapitre 22 : Les désirs des femmes (女の欲求, On'na no Yokkyū)             |                  |                   |                  |                   |
| 16 | 2 septembre 2022 | 978-4-08-883254-8 | 27 mars 2024     | 978-2-413-07989-7 |
| Liste des chapitres : - Chapitre 23 : Sakura Kanemura (金村 桜, Kanemaru Sakura) - Chapitre 24 : Souvenirs familiaux (家族の記憶, Kazoku no Kioku) - Chapitre 25 : Grande sœur et petit frère (姉と弟, Ane to Otōto) - Chapitre 26 : Partenaires (同行者, Dōkōsha) - Chapitre 27 : Le village d'Izanami (イザナミ村, Izanami Mura) - Chapitre 28 : La vie du village (村の生活, Mura no Seikatsu) - Chapitre 29 : Attaque-surprise (強襲, Kyōshū) - Chapitre 30 : Les sentiments de Sakura (桜の想い, Sakura no Omoi)                                |                  |                   |                  |                   |
| 17 | 2 mai 2023       | 978-4-08-883550-1 | 20 novembre 2024 | 978-2-413-08245-3 |
| Liste des chapitres : - Chapitre 31 : De très anciens souvenirs (遠い記憶, Tōi Kioku) - Chapitre 32 : Amoureuse (恋慕, Renbo) - Chapitre 33 : Animal de laboratoire (実験動物, Jikken Dōbutsu) - Chapitre 34 : Maria's Womb (聖母の子宮, Seibo no Shikyū) - Chapitre 35 : Lea et Mira (麗亜と美来, Reia to Mira) - Chapitre 36 : Le futur du monde (世界の行方, Sekai no Yukue) - Chapitre 37 : Le restaurant de l'autre jour (あの時の店, Ano Toki no Mise) - Chapitre 38 : Captivité (監禁, Kankin)                                                |                  |                   |                  |                   |
| 18 | 2 juin 2023      | 978-4-08-883624-9 | 21 mai 2025      | 978-2-41-308246-0 |
| Liste des chapitres : - Chapitre 39 : こころ (Kokoro) - Chapitre 40 : 増殖 (Zōshoku) - Chapitre 41 : 選択 (Sentaku) - Chapitre 42 : 異変 (Ihen) - Chapitre 43 : 破滅の音 (Hametsu no Oto) - Chapitre 44 : 善悪の彼岸 (Zenaku no Higan) - Chapitre 45 : 世界の終わり (Sekai no Owari) - Chapitre 46 : 思いを集めて (Omoi o Atsumete) - Chapitre 47 : The world will never end |                  |                   |                  |                   |

### World's End Harem: Fantasy
Une série parallèle, World's End Harem: Fantasy (終末のハーレム ファンタジア, Shūmatsu no Hāremu Fantajia), scénarisée par LINK et illustrée par SAVAN, débute sa prépublication dans l'Ultra Jump le 19 avril 2018. Le manga est publié en tankōbon par Shūeisha avec un premier volume sorti le 2 novembre 2018. La version française est éditée par Delcourt dans la collection Delcourt/Tonkam avec un premier volume sorti le 5 février 2020. Seven Seas Entertainment publie la série en langue anglaise sous le titre World's End Harem: Fantasia avec un premier tome sorti le 24 septembre 2019.
Une série dérivée scénarisée par LINK et dessinée par Okada Andō intitulée World's End Harem: Fantasia Academy (終末のハーレム ファンタジア学園, Shūmatsu no Hāremu Fantajia Gakuen) commence sa prépublication dans l'Ultra Jump en mai 2020.

## Série d'animation

Logo original de lanime.

En mai 2020, une adaptation du manga en série télévisée d'animation est annoncée. La série est produite par Studio Gokumi et AXsiZ (en), avec Yuu Nobuta comme réalisateur et Tatsuya Takahashi comme scénariste. Masaru Koseki en est le character designer et Shigenobu Ookawa le compositeur de la musique. La diffusion de la série est prévue pour 2021. Le premier épisode est diffusé le 8 octobre 2021, tandis que les épisodes ultérieurs sont repoussés en janvier 2022 pour « étudier avec minutie » la production de la série,.

### Liste des épisodes
| No                            | Titre français         | Titre japonais   | Titre japonais      | Date de 1re diffusion |
| No                            | Titre français         | Kanji            | Rōmaji              | Date de 1re diffusion |
| ----------------------------- | ---------------------- | ---------------- | ------------------- | --------------------- |
| 1                             | Le monde des femmes    | 女たちの世界     | Onna-tachi no sekai | 8 octobre 2021        |
| [Chapitres 1-2-3]             |                        |                  |                     |                       |
| 2                             | Deux femmes            | 二人の女性       | Futari no josei     | 14 janvier 2022       |
| [Chapitres 4-5-6-7-8-9-10-11] |                        |                  |                     |                       |
| 3                             | Numéro trois           | 第3の男          | Dai san no otoko    | 21 janvier 2022       |
| [Chapitres 12-14-15-16]       |                        |                  |                     |                       |
| 4                             | Le secret de l'école   | 学園の秘密       | Gakuen no himitsu   | 28 janvier 2022       |
| 5                             | La première victime    | 最初の犠牲者     | Saisho no giseisha  | 4 février 2022        |
| 6                             | Motivations similaires | 絡み合う思惑     | Karamiau omowaku    | 11 février 2022       |
| 7                             | À tour de rôle         | 僕当番           | Boku tōban          | 18 février 2022       |
| 8                             | Vengeance              | 復讐             | Fukushū             | 25 février 2022       |
| 9                             | La forêt de chair      | 肉の森林         | Niku no shinrin     | 4 mars 2022           |
| 10                            | Les deux numéros       | 二人のナンバーズ | Futari no nanbāzu   | 11 mars 2022          |
| 11                            | Évasion                | 脱出             | Dasshutsu           | 18 mars 2022          |

## Accueil
En novembre 2018, plus de trois millions d'exemplaires des sept premiers volumes de la série sont en circulation.

### Annotations
1. ↑  Les titres français de l'adaptation en anime proviennent de Crunchyroll.

### Œuvres
Édition japonaise
1. 1 2  Tome 1
2. 1 2  Tome 2
3. 1 2  Tome 3
4. 1 2  Tome 4
5. 1 2  Tome 5
6. 1 2  Tome 6
7. 1 2  Tome 7
8. 1 2  Tome 8
9. 1 2  Tome 9
10. 1 2  Tome 10
11. 1 2  Tome 11
12. 1 2  Tome 12
13. 1 2  Tome 13
14. 1 2  Tome 14
15. 1 2  Tome 15
16. 1 2 3  Tome 16
17. 1 2  Tome 17
18. 1 2  Tome 18

Édition française
1. 1 2  Tome 1
2. 1 2  Tome 2
3. 1 2  Tome 3
4. 1 2  Tome 4
5. 1 2  Tome 5
6. 1 2  Tome 6
7. 1 2  Tome 7
8. 1 2  Tome 8
9. 1 2  Tome 9
10. 1 2  Tome 10
11. 1 2  Tome 11
12. 1 2  Tome 12
13. 1 2  Tome 13
14. 1 2  Tome 14
15. 1 2  Tome 15
16. ↑  Tome 16
17. 1 2  Tome 17
18. 1 2  Tome 18